# Autodrom Mugello
Autodrom Mugello (Autodromo Internazionale del Mugello) se nachází v Toskánsku u města Scarperia e San Piero, v Itálii. Okruh je pojmenován po historické provincii Mugello, ve které se okruh nachází. Délka okruhu je 5,245 km (3,259 mil.). Také je to testovací okruh, pro stáj Ferrari od roku 1974.
Na okruhu se jezdí závody Mistrovství světa silničních motocyklů jako Velká cena Itálie.
Z důvodu pandemie covidu-19, byla zde pořádána F1 velká cena Toskánska roku 2020.

## Vítězové Grand Prix silničních motocyklů - Itálie
| Rok  | Moto3                  | Moto2                  | MotoGP                 | Report                 |
| ---- | ---------------------- | ---------------------- | ---------------------- | ---------------------- |
| 2025 | Maximo Quiles          | Manuel González        | Marc Márquez           | Report                 |
| 2024 | David Alonso           | Joe Roberts            | Francesco Bagnaia      | Report                 |
| 2023 | Daniel Holgado         | Pedro Acosta           | Francesco Bagnaia      | Report                 |
| 2022 | Sergio García          | Pedro Acosta           | Francesco Bagnaia      | Report                 |
| 2021 | Dennis Foggia          | Remy Gardner           | Fabio Quartararo       | Report                 |
| 2020 | Zrušeno kvůli covid-19 | Zrušeno kvůli covid-19 | Zrušeno kvůli covid-19 | Zrušeno kvůli covid-19 |
| 2019 | Tony Arbolino          | Álex Márquez           | Danilo Petrucci        | Report                 |
| 2018 | Jorge Martín           | Miguel Oliveira        | Jorge Lorenzo          | Report                 |
| 2017 | Andrea Migno           | Mattia Pasini          | Andrea Dovizioso       | Report                 |
| 2016 | Brad Binder            | Johann Zarco           | Jorge Lorenzo          | Report                 |
| 2015 | Miguel Oliveira        | Tito Rabat             | Jorge Lorenzo          | Report                 |
| 2014 | Romano Fenati          | Esteve Rabat           | Marc Márquez           | Report                 |
| 2013 | Luis Salom             | Scott Redding          | Jorge Lorenzo          | Report                 |
| 2012 | Maverick Viñales       | Andrea Iannone         | Jorge Lorenzo          | Report                 |
| Rok  | 125 cc                 | Moto2                  | MotoGP                 | Report                 |
| 2011 | Nicolás Terol          | Marc Márquez           | Jorge Lorenzo          | Report                 |
| 2010 | Marc Márquez           | Andrea Iannone         | Dani Pedrosa           | Report                 |
| Rok  | 125 cc                 | 250 cc                 | MotoGP                 | Report                 |
| 2009 | Bradley Smith          | Mattia Pasini          | Casey Stoner           | Report                 |
| 2008 | Simone Corsi           | Marco Simoncelli       | Valentino Rossi        | Report                 |
| 2007 | Hector Faubel          | Alvaro Bautista        | Valentino Rossi        | Report                 |
| 2006 | Mattia Pasini          | Jorge Lorenzo          | Valentino Rossi        | Report                 |
| 2005 | Gábor Talmácsi         | Daniel Pedrosa         | Valentino Rossi        | Report                 |
| 2004 | Roberto Locatelli      | Sebastian Porto        | Valentino Rossi        | Report                 |
| 2003 | Lucio Cecchinello      | Manuel Poggiali        | Valentino Rossi        | Report                 |
| 2002 | Manuel Poggiali        | Marco Melandri         | Valentino Rossi        | Report                 |
| Rok  | 125 cc                 | 250 cc                 | 500 cc                 | Report                 |
| 2001 | Noboru Ueda            | Tecuja Harada          | Alex Barros            | Report                 |
| 2000 | Roberto Locatelli      | Šinja Nakano           | Loris Capirossi        | Report                 |
| 1999 | Roberto Locatelli      | Valentino Rossi        | Àlex Crivillé          | Report                 |
| 1998 | Tomomi Manako          | Marcellino Lucchi      | Michael Doohan         | Report                 |
| 1997 | Valentino Rossi        | Max Biaggi             | Michael Doohan         | Report                 |
| 1996 | Peter Öttl             | Max Biaggi             | Michael Doohan         | Report                 |
| 1995 | Haručika Aoki          | Max Biaggi             | Michael Doohan         | Report                 |
| 1994 | Noboru Ueda            | Ralf Waldmann          | Michael Doohan         | Report                 |
| 1992 | Ezio Gianola           | Luca Cadalora          | Kevin Schwantz         | Report                 |